# Kasper Junker
Kasper Junker, né le 5 mars 1994 à Vinding au Danemark, est un footballeur danois qui évolue au poste d'avant-centre au Nagoya Grampus.

## Biographie

### Randers FC
Kasper Junker est formé au Randers FC, qui lui permet de faire ses débuts en professionnel. Il joue son premier match le 7 mars 2014 face au FC Vestsjælland, lors d'une rencontre de Superligaen qui se solde par un match nul de un partout. Il se fait remarquer en délivrant une passe décisive pour Kasper Fisker lors de ce match. Il inscrit son premier but en professionnel face au Kolding BK le 23 septembre 2014 en coupe du Danemark, participant ainsi à la large victoire de son équipe (1-7).

### AGF Aarhus
Lors de l'été 2016 Kasper Junker rejoint l'AGF Aarhus pour un contrat de trois ans.

### AC Horsens
Le 31 août 2018, lors du dernier jour du mercato estival, Kasper Junker rejoint l'AC Horsens pour un contrat de cinq ans. Dès son premier match, le 16 septembre de 2018, Junker inscrit son premier but sous ses nouvelles couleurs en ouvrant le score, face à son ancienne équipe, l'AGF Aarhus. L'AC Horsens s'impose par trois buts à deux ce jour-là.

### FK Bodø/Glimt
Le 17 décembre 2019 Kasper Junker s'engage avec le FK Bodø/Glimt pour un contrat courant jusqu'en décembre 2022. Il joue son premier match le 16 juin 2020 face au Viking Stavanger en championnat. Il délivre une passe décisive et son équipe l'emporte sur le score de quatre à deux. Il ouvre son compteur but dès le match suivant, le 21 juin, face au FK Haugesund en marquant trois buts, contribuant grandement à la victoire de son équipe (6-1). Il remporte le championnat de Norvège lors de cette saison 2020 et termine meilleur buteur du championnat avec un total de 27 buts en 25 matchs.

### Urawa Red Diamonds
Le 1er avril 2021, Kasper Junker rejoint le Japon en s'engageant avec le club de Urawa Red Diamonds,.

### Nagoya Grampus
Le 5 janvier 2023, Kasper Junker rejoint le Nagoya Grampus sous la forme d'un prêt valable jusqu'au 31 décembre 2023.
Auteur de 17 buts en 42 matchs durant son prêt, Kasper Junker convainc le Nagoya Grampus de le recruter définitivement et il s'engage le 11 janvier 2024 librement avec le club. 

### En sélection
Le 14 novembre 2016, il fête sa première sélection avec l'équipe du Danemark espoirs face à l'Italie. Il est titulaire lors de cette rencontre qui se solde par un match nul (0-0).

### Palmarès
FK Bodø/Glimt
- Champion de Norvège
  - 2020